# Peter Boyd
Peter Boyd (ur.  1950 w Waszyngtonie) – amerykański brydżysta, World Life Master oraz Senior International Master (WBF).

## Wyniki brydżowe

### Olimpiady
Na olimpiadach uzyskał następujące rezultaty:
| Olimpiady brydżowe. Zawody teamów | Olimpiady brydżowe. Zawody teamów | Olimpiady brydżowe. Zawody teamów    | Olimpiady brydżowe. Zawody teamów | Olimpiady brydżowe. Zawody teamów | Olimpiady brydżowe. Zawody teamów |
| Rok                               | Miejsce                           | Zawody                               | Kategoria                         | Drużyna                           | Pozycja                           |
| --------------------------------- | --------------------------------- | ------------------------------------ | --------------------------------- | --------------------------------- | --------------------------------- |
| 1999                              | Lozanna                           | 2. Mistrzostwa o Wielką Nagrodę MKOL | Open                              | USA                               | 6                                 |

### Zawody światowe
W światowych zawodach zdobył następujące lokaty:
| Mistrzostwa Świata. Konkurencja teamów | Mistrzostwa Świata. Konkurencja teamów | Mistrzostwa Świata. Konkurencja teamów | Mistrzostwa Świata. Konkurencja teamów | Mistrzostwa Świata. Konkurencja teamów | Mistrzostwa Świata. Konkurencja teamów |
| Rok                                    | Miejsce                                | Zawody                                 | Kategoria                              | Drużyna                                | Pozycja                                |
| -------------------------------------- | -------------------------------------- | -------------------------------------- | -------------------------------------- | -------------------------------------- | -------------------------------------- |
| 2011                                   | Veldhoven                              | 40. Mistrzostwa Świata Teamów          | Seniorzy                               | USA 2                                  | 2                                      |
| 2010                                   | Filadelfia                             | 13. Seria Mistrzostw Świata            | Open                                   | Robinson                               | 5                                      |
| 2009                                   | São Paulo                              | 39. Mistrzostwa Świata Teamów          | Open                                   | USA 1                                  | 12                                     |
| 2009                                   | São Paulo                              | 39. Mistrzostwa Świata Teamów          | Trans                                  | USA 1                                  | 11                                     |
| 2006                                   | Werona                                 | 12. Mistrzostwa Świata                 | Open                                   | Robinson                               | 33                                     |
| 2002                                   | Montreal                               | 11. Mistrzostwa Świata                 | Open                                   | Woolsey                                | 33                                     |
| 1994                                   | Albuquerque                            | 9. Mistrzostwa Świata                  | Open                                   | Goodman                                | 17                                     |
| 1986                                   | Miami Beach                            | 7. Mistrzostwa Świata                  | Open                                   | Robinson                               | 1                                      |

| Mistrzostwa Świata. Konkurencja par | Mistrzostwa Świata. Konkurencja par | Mistrzostwa Świata. Konkurencja par | Mistrzostwa Świata. Konkurencja par | Mistrzostwa Świata. Konkurencja par | Mistrzostwa Świata. Konkurencja par |
| Rok                                 | Miejsce                             | Zawody                              | Kategoria                           | Partner                             | Pozycja                             |
| ----------------------------------- | ----------------------------------- | ----------------------------------- | ----------------------------------- | ----------------------------------- | ----------------------------------- |
| 2010                                | Filadelfia                          | 13. Mistrzostwa Świata              | Open                                | Steve Robinson                      | 26                                  |
| 2006                                | Werona                              | 12. Mistrzostwa Świata              | Miksty                              | Ellen Klosson                       | 233                                 |
| 2006                                | Werona                              | 12. Mistrzostwa Świata              | Open                                | Steve Robinson                      | 74                                  |
| 2002                                | Montreal                            | 11. Mistrzostwa Świata              | Open                                | Steve Robinson                      | 52                                  |
| 2002                                | Montreal                            | 11. Mistrzostwa Świata              | Miksty                              | Ellen Klosson                       | 289                                 |
| 1994                                | Albuquerque                         | 9. Mistrzostwa Świata               | Open                                | Steve Robinson                      | 7                                   |
| 1990                                | Genewa                              | 8. Mistrzostwa Świata               | Open                                | Steve Robinson                      | 27                                  |
| 1986                                | Miami Beach                         | 7. Mistrzostwa Świata               | Open                                | Steve Robinson                      | 23                                  |

## Klasyfikacja
- Peter Boyd – klasyfikacja WBF (ang.)